# 中俣充志
中俣 充志（なかまた みつし、1904年1月17日 - 1975年5月11日）は、昭和期に動物園の園長を務めた人物。
1965年には第19回北海道新聞文化賞（社会文化賞）を受賞した。俳優で歌手の仲雅美は孫。

## 園長歴
- 仙台市動物園（仙台市八木山動物公園のルーツ）[6]
- 新京動植物園（1938年着工、未完成のまま1945年終焉） 初代[6]
- 札幌市円山動物園（1951年開園） 初代[1][7][8]
- 旭川市旭山動物園（1967年開園） 初代[2][9]